# Jonas Lössl
Jonas Bybjerg Lössl (* 1. Februar 1989 in Kolding) ist ein dänischer Fußballtorwart. Er steht beim FC Midtjylland unter Vertrag.

## Karriere

### Verein
Lössl, dessen Nachname von einem deutschen Großelternteil stammt, kommt aus der Jugendmannschaft des Kolding IF, von dem er zum FC Midtjylland wechselte. Am 6. März 2010, dem 19. Spieltag der Superligaen-Spielzeit 2009/10 kam er im Spiel gegen Odense BK erstmals zum Einsatz und gab sein Profidebüt. In der Folge kam er in den restlichen 14 Spielen elfmal zum Einsatz. Der FC Midtjylland belegte am Saisonende den sechsten Platz. Im dänischen Pokalwettbewerb erreichte Lössl mit dem FC Midtjylland das Endspiel und verlor mit 0:2 n. V. gegen den FC Nordsjælland.
In der Saison 2010/11 spielte Lössl in 30 Partien. Der FC Midtjylland qualifizierte sich für die Teilnahme an der zweiten Qualifikationsrunde zur Europa League. Außerdem erreichte Lössl mit dem Team erneut das Pokalendspiel, in dem man wieder dem FC Nordsjælland unterlag. In der Spielzeit 2011/12 kam Lössl erst am 18. September 2011 beim 2:0-Sieg am neunten Spieltag der Liga zu seinem Saisondebüt. Im Punktspielbetrieb kam er zu 25 Einsätzen und belegte mit dem FC Midtjylland den dritten Tabellenplatz, mit dem man sich für die Teilnahme an den Play-offs zur Europa League qualifizierte. In der Spielzeit 2012/13 schied Lössl mit dem FC Midtjylland in den Play-offs zur Europa League gegen den BSC Young Boys aus. In der Liga belegte der Klub den fünften Platz. Lössl kam in dieser Spielzeit zu 27 Einsätzen. In der Saison 2013/14 kam Lössl in der Liga in allen 33 Partien zum Einsatz; er belegte mit dem FC Midtjylland den dritten Tabellenplatz und qualifizierte sich für die Teilnahme an der dritten Qualifikationsrunde zur Europa League.
Zur Saison 2014/15 wechselte Lössl nach Frankreich zum Erstligisten und Pokalsieger EA Guingamp. Am 21. September 2014 bei der 0:1-Niederlage am sechsten Spieltag bei der AS Monaco gab er sein Debüt in der Ligue 1. Am 2. Oktober 2014 gab er sein Europapokaldebüt beim 2:0-Sieg im Gruppenspiel in der Europa League gegen PAOK Saloniki. In der Folge etablierte er sich als Stammtorhüter und spielte in 30 Partien in der Liga, in der der zehnte Tabellenplatz belegt wurde. In der Europa League kam er zu sieben Einsätzen und schied im Sechzehntelfinale gegen Dynamo Kiew aus.
Zur Saison 2016/17 wurde Lössl vom deutschen Bundesligisten 1. FSV Mainz 05 verpflichtet. Sein Vertrag lief bis 2019.
Für die Saison 2017/18 wurde er an den Aufsteiger in die Premier League Huddersfield Town verliehen. Dort setzte er sich gegen Robert Green und Joel Coleman als Stammtorhüter durch. Im März 2018 nutzte Huddersfield Town eine Kaufoption und verpflichtete ihn fest zur Saison 2018/19. Nach Ablauf des Vertrags wechselte er dann zu Beginn der Saison 2019/20 ablösefrei zum FC Everton. Nach einem halben Jahr ohne Einsatz beim FC Everton kehrte Jonas Lössl leihweise zu Huddersfield Town zurück. Dort kam er in der zweiten englischen Liga fünfzehn Mal zum Einsatz, ehe er zu Everton zurückkehrte. Nachdem er dort aber weiterhin nicht zum Einsatz gekommen war, wechselte er Anfang Februar 2021 zurück zum FC Midtjylland. Von dort wurde er ein Jahr später an den FC Brentford in die Premier League verliehen. Zur Saison 2022/23 kehrte er zum FC Midtjylland zurück.

### Nationalmannschaft
Ab der U17 bestritt Lössl für die dänischen Jugend-Jahrgangsmannschaften einschließlich der U20 sieben Länderspiele. Von 2009 bis 2011 wurde Lössl in der U21 in 15 Freundschaftsspielen eingesetzt. Für das EM-Qualifikationsspiel gegen Island im September 2010 berief Nationaltrainer Morten Olsen ihn erstmals in das dänische A-Aufgebot, wechselte ihn aber nicht ins Spiel ein. Sein erstes Spiel in der A-Nationalmannschaft machte Lössl schließlich am 29. März 2016 im Spiel gegen Schottland; er wurde zur Halbzeit für Kasper Schmeichel eingewechselt. Er gehörte dem dänischen Kader für die Weltmeisterschaft 2018 sowie für die Europameisterschaft 2021 an, kam bei den Turnieren aber nicht zum Einsatz.

## Erfolge
FC Midtjylland
- Dänischer Pokalsieger: 2022
- Dänischer Meister: 2024